# Duria Antiquior
Duria Antiquior, un Dorset plus ancien (en anglais : Duria Antiquior, a more ancient Dorset) est la première représentation picturale d'une scène de vie préhistorique fondée sur des reconstitutions à partir de fossiles, donnant naissance à un genre artistique aujourd'hui connu sous le nom de paléoart. Sa plus ancienne version est une aquarelle peinte en 1830 par le géologue anglais Henry De la Beche d'après des fossiles découverts à Lyme Regis, dans le Dorset, et principalement collectés par la paléontologue autodidacte Mary Anning. De la Beche charge ensuite l'artiste professionnel George Johann Scharf d'adapter son aquarelle sous forme de lithographies qu'il vend à des amis pour lever des financements destinés à Anning. Il s'agit de la première scène dépeignant la vie des temps primitifs à être publiée, ne serait-ce que de manière limitée. Utilisée dans un but éducatif, l'image est largement diffusée dans les cercles scientifiques, ce qui conduit par la suite à l'apparition de plusieurs représentations similaires, à la fois dans le monde des sciences et dans la littérature populaire. Plusieurs versions plus tardives de la lithographie d'origine seront mises en circulation.

## Genèse de la peinture et de la lithographie

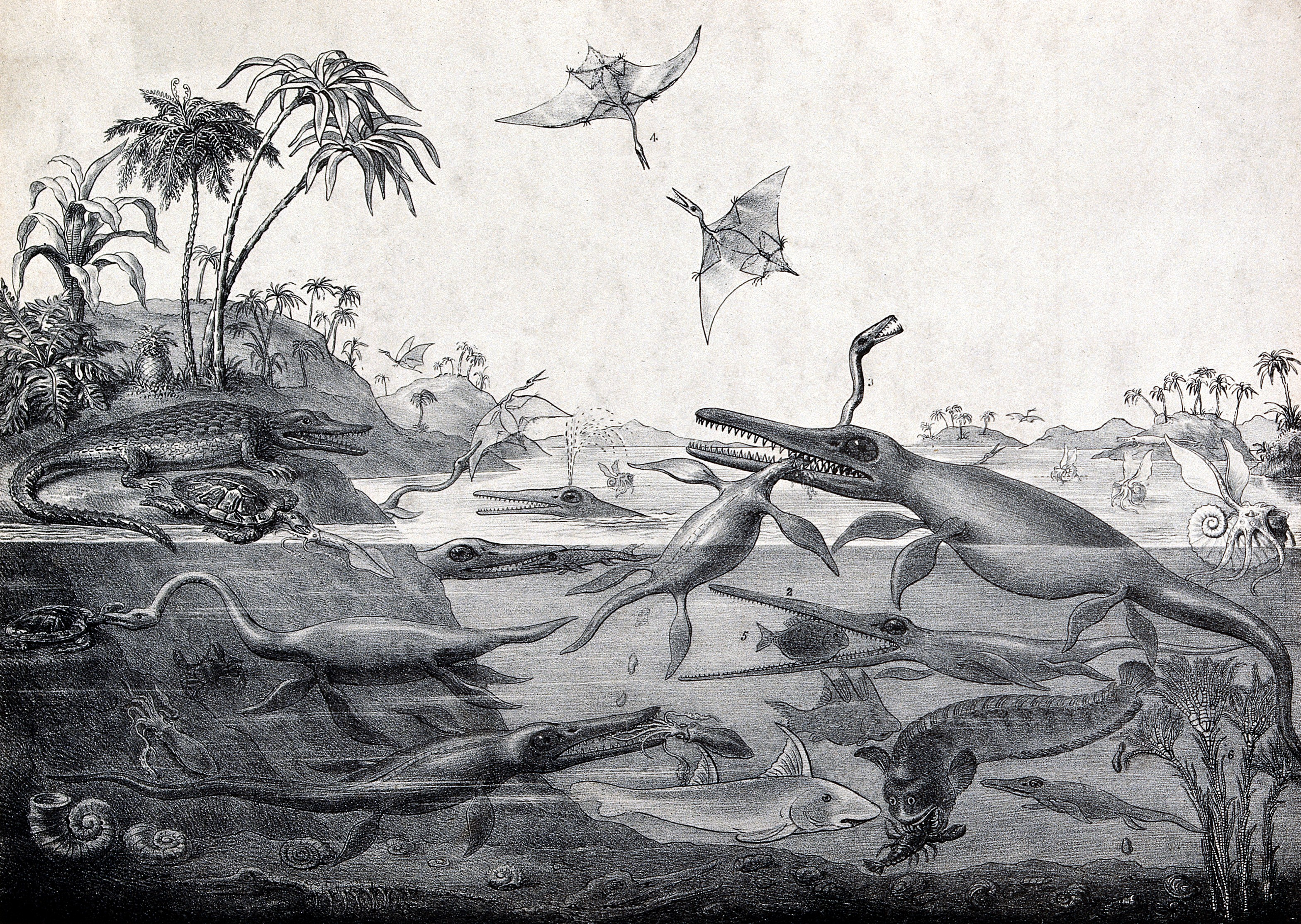
Lithographie créée par Scharf à partir de l'aquarelle de De la Beche.

Dans les années 1830, Mary Anning est bien connue des principaux géologues et collectionneurs de fossiles britanniques pour ses découvertes d'importants fossiles dans les calcaires et les schistes jurassiques des environs de Lyme Regis, sur la côte du Dorset, et pour sa compétence en matière de collecte, de reconstitution et de préparation de ces fossiles. La description scientifique par William Conybeare de certaines découvertes d'Anning, dont le premier squelette d'ichtyosaure officiellement reconnu et les deux premiers squelettes de plésiosaures jamais exhumés, a fait sensation dans les cercles scientifiques. William Buckland attribue à Anning deux observations-clefs concernant des fossiles particuliers parfois rencontrés dans les régions abdominales des squelettes d'ichtyosaures et contenant souvent des écailles et des os de poissons fossilisés (ainsi, parfois, que des os de petits ichtyosaures). Ces observations lui permettent de conclure que les coprolithes sont des excréments fossilisés. Buckland écrit alors une description vivante de la chaîne alimentaire du Lias. C'est cette description qui motive le géologue Henry De la Beche, qui a travaillé avec Conybeare à la description des fossiles de reptiles marins, à créer une représentation picturale de la vie dans le Dorset ancien.
En dépit de sa renommée dans les cercles géologiques, Anning est alors en difficulté financière en raison du contexte économique difficile qui règne alors en Grande-Bretagne et des intervalles de temps longs et imprévisibles qui séparent ses découvertes majeures de fossiles. Encouragé par les réactions positives de ses amis à son aquarelle initiale, De la Beche décide de venir en aide à Anning en demandant à l'illustrateur professionnel George Scharf, qui a auparavant adapté sous forme de lithographies les croquis des squelettes d'ichtyosaures et de plésiosaures réalisés par Conybeare, de créer une lithographie à partir de sa peinture. Il en vend ensuite des copies à des amis et confrères au prix de deux livres dix la pièce et reverse les bénéfices de ces ventes à Anning,.
Bien qu'avant De la Beche, Georges Cuvier ait déjà publié des dessins représentant sa vision de l'apparence de certaines espèces préhistoriques de son vivant, et que Conybeare ait dessiné une célèbre caricature montrant Buckland la tête enfoncée dans un repaire de hyènes des cavernes (référence à son analyse retentissante d'ossements fossiles trouvés dans la Kirkdale Cave (en)), Duria Antiquior est la première représentation d'une scène des temps primitifs reconstituant, à partir d'éléments fossiles, un large éventail de créatures de la paléofaune interagissant entre elles et avec leur environnement.

## Composition
Une grande partie des créatures représentées sont en interaction violente. Au centre de l'image figure ainsi un ichtyosaure mordant le long cou d'un plésiosaure. Un autre plésiosaure est montré en pleine tentative d'attaque par surprise d'un crocodile sur la rive, tandis qu'un troisième utilise son long cou pour attraper un ptérosaure en plein vol au-dessus de l'eau. Cet accent mis sur les interactions violentes dans la nature est typique de la Régence anglaise. De la Beche transcrit sous forme picturale la description de reptiles marins écrite par Conybeare. Un certain nombre d'ichtyosaures sont montrés en train d'attraper divers poissons dont les écailles et les os ont été trouvés dans des coprolithes, et certains sont figurés en train de produire les excréments qui deviendront ces coprolithes. Outre les vertébrés, on trouve quelques invertébrés, dont des bélemnites ressemblant à des calmars et une ammonite représentée comme une créature flottante s'apparentant à un argonaute. Figurent également des coquilles vides d'ammonites, plus reconnaissables, au fond de la mer, et des crinoïdes (ou « lys de mer »), dont des fossiles assez bien conservés ont été trouvés à Lyme Regis, sont inclus dans le coin inférieur gauche.
L'une des particularités de l’œuvre qui a le plus frappé les historiens est le point de vue à deux niveaux qui permet de montrer l'action à la fois au-dessus et en-dessous de la surface de l'eau. Duria Antiquior est le premier exemple connu d'utilisation de ce procédé, appelé « vue en aquarium » : ce style ne connaîtra son essor que quelques décennies plus tard, lors de la vague d'aquariophilie de l'ère victorienne.

## Diffusion, utilisation et influence
Les estampes lithographiques de George Scharf gagnant rapidement en popularité, la lithographie est redessinée et imprimée à un plus large tirage ; certaines versions tardives incluent une numérotation pour les figures. William Buckland acquiert un lot d'estampes qu'il fait circuler durant ses cours de géologie. Certains géologues étrangers, dont le Français Cuvier, en reçoivent également des copies,,. À Berlin, Leopold von Buch donne une présentation publique de la lithographie le 4 février 1831, applaudissant les récents développements dans le monde géologique britannique et soulevant de nouvelles questions à propos des processus de changement géohistorique.
Il semblerait qu'un exemplaire de Duria Antiquior soit également parvenu à Georg August Goldfuss, puisqu'en 1831, il inclut dans le dernier chapitre de sa série d'ouvrages consacrée aux fossiles d'Allemagne un dessin similaire, clairement influencé par l’œuvre de De la Beche, représentant une scène du Jurassique d'après des fossiles découverts dans le massif du Jura. Buckland écrit par conséquent à De la Beche pour l'exhorter à créer de nouvelles scènes avant que les Allemands n'épuisent toutes les bonnes idées. De la Beche ne produit aucune autre scène de cette envergure, mais inclut effectivement des représentations beaucoup plus petites et simples de la vie aux temps primitifs dans la seconde édition de son Manuel Géologique (1832).
De telles scènes ne restent cependant pas cantonnées aux cercles scientifiques. En 1833, le géologue John Phillips produit une xylographie représentant une scène primitive plus élaborée, manifestement influencée à la fois par Duria Antiquior et par la scène jurassique de Goldfuss, en vue d'une publication dans le Penny Magazine (en), un périodique illustré destiné aux classes populaires ; par ailleurs, une autre illustration empruntant certains éléments à l’œuvre de De la Beche apparaît dans un dictionnaire illustré d'histoire naturelle français de 1834. De telles représentations des temps primitifs illustrent de façon vivante les dernières avancées en paléontologie, et contribuent à convaincre les sphères scientifiques et même le grand public qu'il est possible de se faire une idée relativement précise du passé de la Terre.

## Versions postérieures de la scène

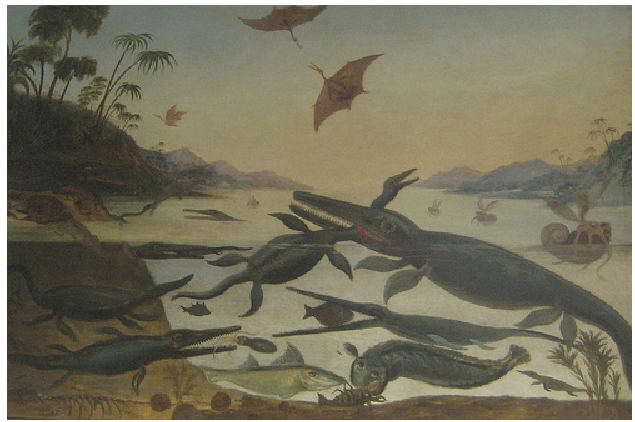
Huile sur toile peinte par Robert Farren vers 1850 d'après l'œuvre de De la Beche et Scharf.

Le professeur de géologie suisse François-Jules Pictet de la Rive fait redessiner pour le dernier volume de son Traité élémentaire de paléontologie (1844-1846) une version miniature de Duria Antiquior, copie quasi-conforme de la lithographie de De la Beche et Scharf à l'exception des excréments, qui sont omis. Il s'agit de la première version de l'image à être publiée dans un ouvrage imprimé. Quelques années plus tard, vers 1850, une version agrandie de la scène est peinte à l'huile sur toile par Robert Farren sur commande d'Adam Sedgwick, qui l'utilise peut-être dans le cadre de ses cours de géologie à Cambridge.
En 2007, l'artiste de Lyme Regis Richard Bizley crée en collaboration avec le paléontologue David Ward (en) une version actualisée de la scène reflétant l'état des connaissances scientifiques modernes sur les créatures représentées. Par ailleurs, le musée de Lyme Regis (en) contient un grand diorama en trois dimensions créé d'après Duria Antiquior par l'artiste Darrell Wakelam en partenariat avec des enfants de la région.